# 萨普瓦
萨普瓦（法語：Sapois，法語發音：[sapwa] ⓘ）是法国大東部大區孚日省的一个市镇，属于埃皮纳勒区。

## 地理
萨普瓦（48°1'11"N, 6°45'27"E）面积16.89 平方千米，位于法国大東部大區孚日省，该省份为法国东北部内陆省份，北起默兹省和默尔特-摩泽尔省，西接上马恩省，南至上索恩省和贝尔福地区省，东临上莱茵省和下莱茵省。
与萨普瓦接壤的市镇（或旧市镇、城区）包括：热拉尔梅、热尔巴蒙、罗谢松、勒托利、瓦涅。

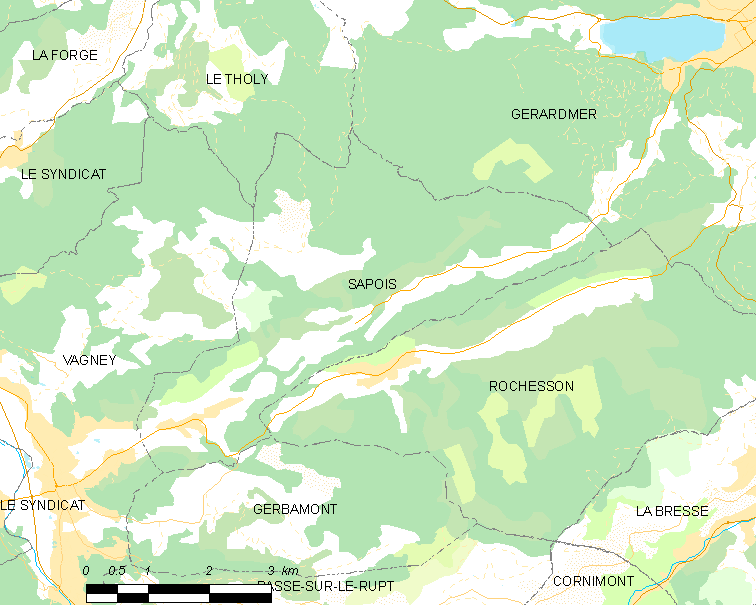
萨普瓦的OSM定位图

萨普瓦的时区为UTC+01:00、UTC+02:00（夏令时）。

## 行政
萨普瓦的邮政编码为88120，INSEE市镇编码为88442。

## 政治
萨普瓦所属的省级选区为拉布雷斯县。

## 人口

1962-2008年间萨普瓦人口变化图示

萨普瓦于2022年1月1日时的人口数量为629人。